# Morningside (North Lanarkshire)

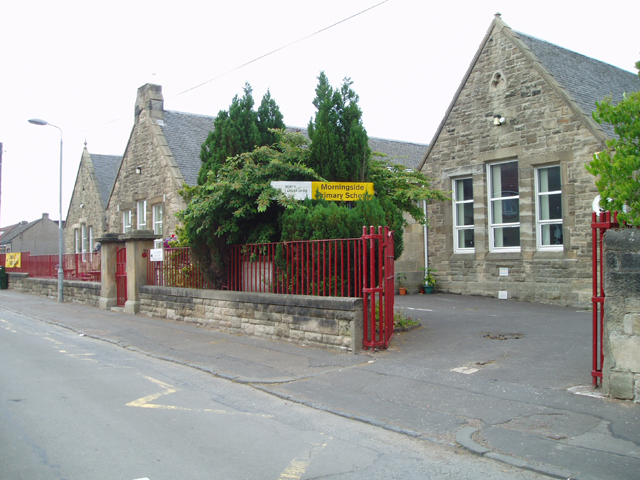
Grundschule von Morningside

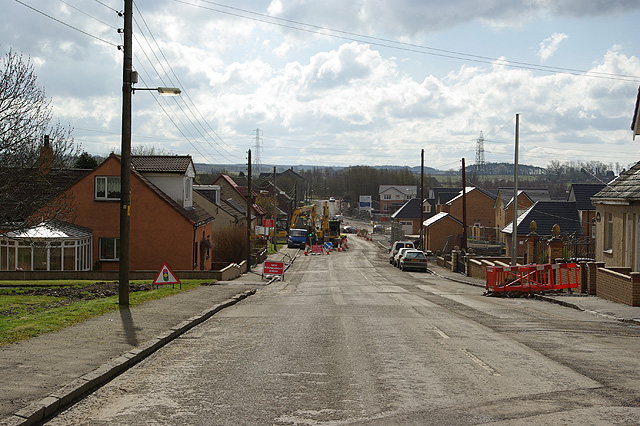
Straße mit Häusern in Morningside

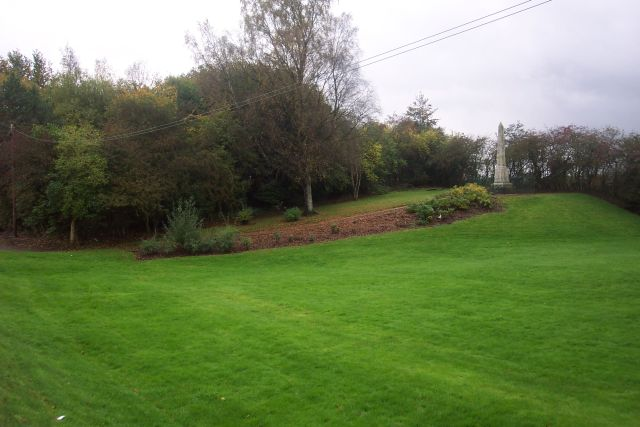
Kriegerdenkmal von Morningside

Morningside ist eine kleine Ortschaft, die südöstlich von Glasgow in der Region North Lanarkshire in Schottland liegt.

## Geographie
Morningside liegt im Westen der Central Lowlands in einer flachwelligen, teilweise bewaldeten Landschaft, etwa anderthalb Kilometer südöstlich von Newmains und drei Kilometer östlich von Wishaw. Weitere Ortschaften in der Nähe sind Bonkle und Crindledyke im Norden. Die Hauptstraße von Morningside führt weiter in südöstlicher Richtung nach Carluke. Morningside liegt in einer Schleife des Baches Auchter Water, der den Ort im Süden, Westen und Norden umfließt und bei Bonkle in den South Calder Water mündet.

## Historisches
Im Rahmen der historischen Gliederung Schottlands in Civil Parishes zählt Morningside zu Cambusnethan, das zu Lanarkshire gehörte. Südlich des Ortes stand die Morningside Chapel, die zwischen 2005 und 2021  als Listed Building in der Kategorie C ausgewiesen war.

## Wirtschaft
Morningside profitierte vom Abbau von Kohle, die in einem Eisenwerk Verwendung fand. Nachdem letzteres geschlossen worden war, entstanden auf seiner Fläche, neben Wohnhäusern, auch eine Grundschule.